# Jacob Weller

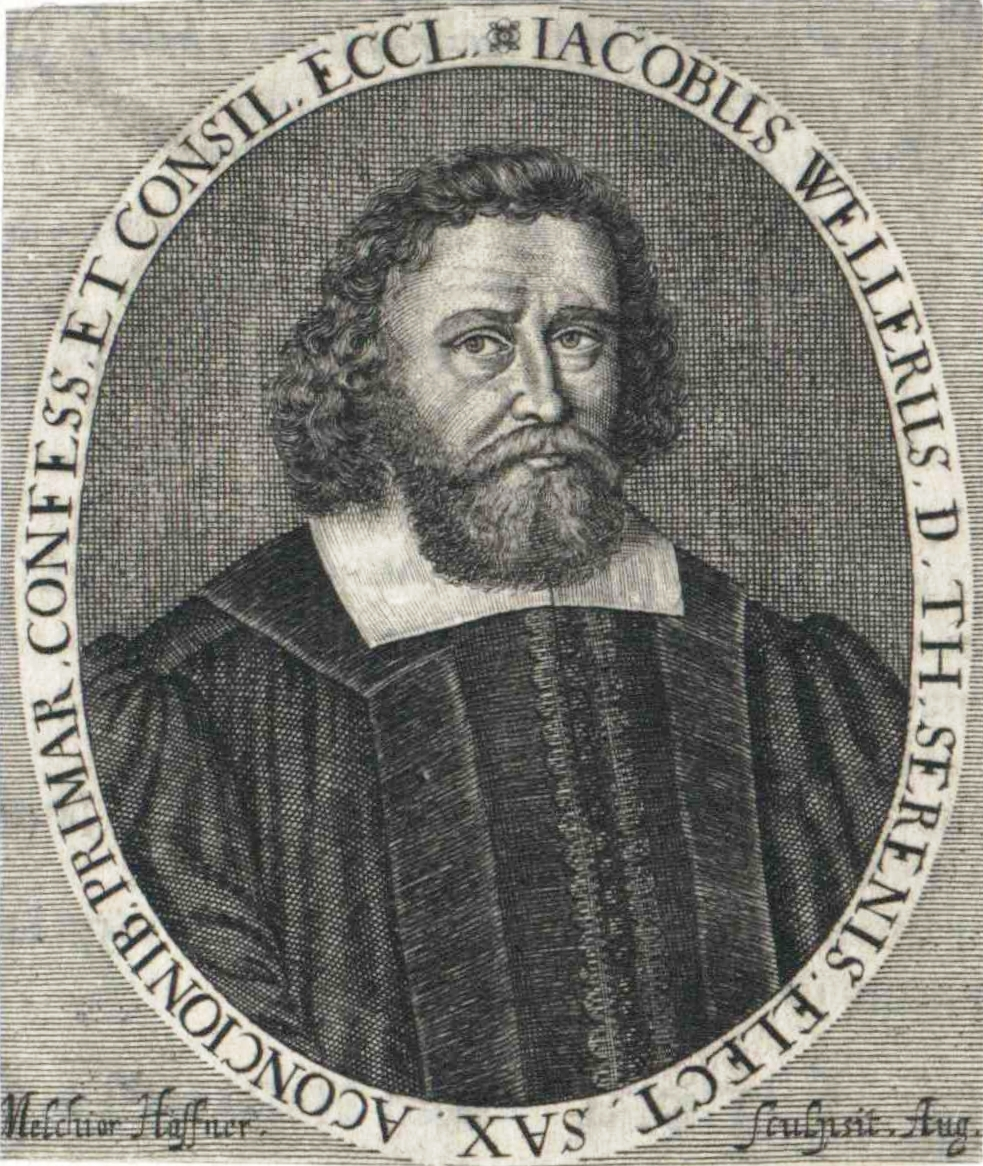
Jacob Weller

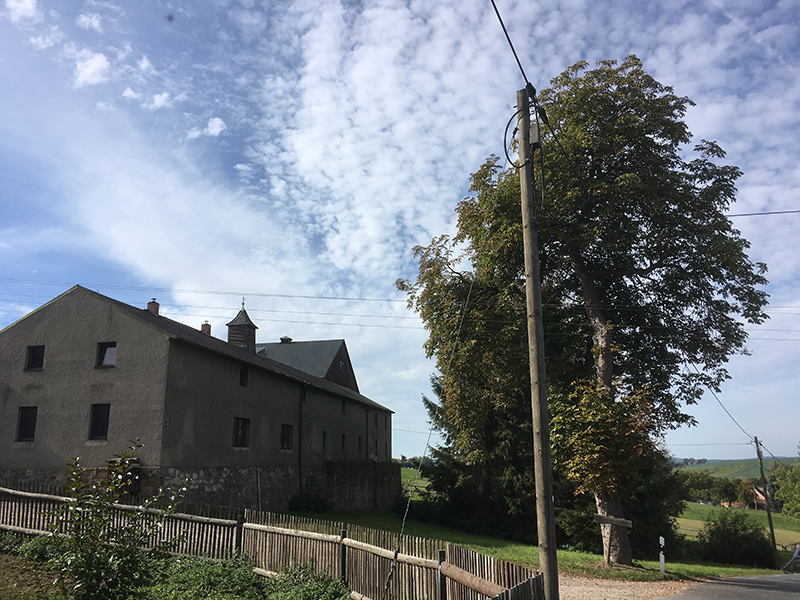
Freigut in Obernaundorf

Jacob Weller (auch: Jakob Weller von Molsdorf und latinisiert Jacobus Wellerus; * 5. Dezember 1602 in Markneukirchen; † 6. Juli 1664 in Dresden) war ein evangelischer Theologe. Er war Oberhofprediger am Hof des Kurfürsten von Sachsen in Dresden.

## Leben und Wirken
Jacob war ein Sohn des Markneukirchener Weißbäckermeisters Georg Weller, der aus dem Adelsgeschlecht Weller von Molsdorf stammte, und seiner Frau Dorothea Hesel, der Tochter des Bergpredigers von Marienberg, Johannes Hesel. Nachdem er am 8. Dezember 1602 seine Taufe auf den Namen seines Großvaters erhalten hatte, besuchte er die Stadtschule seines Geburtsortes. Vom 10. Juli 1613 bis 1620 lernte er an der Schule in Schlaggenwald (Böhmen), besuchte ein Jahr lang die Schule St. Aegiden in Nürnberg und war ein Jahr am Gymnasium in Schleusingen.
Am 1. Oktober 1623 immatrikulierte er sich an die Universität Wittenberg (Leucorea), arbeitete während seiner Studienzeit als Hauslehrer bei Balthasar Meisner und erwarb sich Michaelis 1628 den akademischen Grad eines Magisters der philosophischen Wissenschaften. Am 9. Mai 1630 erwarb er sich als Magister legens die Vorleseerlaubnis an Hochschulen und wurde am 19. Oktober 1632 Adjunkt der philosophischen Fakultät. Nach theologischen Studien bei Martin Trost, Jakob Martini, Paul Röber, Wilhelm Leyser I. und Johann Hülsemann avancierte er am 1. Oktober 1635 zum Lizentiaten der Theologie und am 16. Oktober 1635 wurde er zum Doktor der Theologie promoviert. Er übernahm 1635 eine außerordentliche Professur an der theologischen Fakultät und am 6. Dezember 1636 die ordentliche Professur für hebräische Sprache und Orientalistik der Leucorea. Weller arbeitete besonders intensiv über griechische und hebräische Grammatik und veröffentlichte mehrere Werke darüber. Zudem war er 1636 und 1639 Dekan der philosophischen Fakultät. In Obernaundorf bei Dresden erwarb er am im August 1663, ein Wüstes ,2.3/4 Hufengut von dem Dresdner Kutscher Christoph Fiedler und ein danebenliegendes 3,1/2 Hufengut von dem Dresdner Buchdrucker Wolff Seyfert, diese wurden Zusammengelegt und vom Kurfürst von Sachsen als Freigut im selben Jahre beliehen. Sein Freigut gehörte nach seinem Tot der Witwe Christiane Dorothea Weller geborene Röber bis zum Jahre 1687. Auch gehörte ihm zwischen 1633 und 1655 ein Gehöft in Kleincarsdorf bei Kreischa.
Am 15. März 1640 wurde Weller in Wittenberg ordiniert und zog als Koadjutor nach Braunschweig, wo er ab dem 25. Juni 1641 als Superintendent tätig war. Nach dem Tod des sächsischen Oberhofpredigers Matthias Hoë von Hoënegg, wurde ihm 1645 dessen Stelle vorgeschlagen. Er nahm 1646 dieses Amt in Dresden an. Schon bald wurde er engster Berater des sächsischen Kurfürsten Johann Georg I. von Sachsen in geistlichen Fragen. Im Synkretistischen Streit zählte Weller zu den Vertretern der Orthodoxie gegen die irenische Position Georg Calixts. Das Amt des Oberhofpredigers übte Weller bis zu seinem Tod 1664 aus. Er fand am 17. Juli 1664 seine letzte Ruhestätte in der Sophienkirche von Dresden, wo man ihm auch ein Epitaph errichtete.
In den internen theologischen Lehrstreitigkeiten nach Luthers Tod 1546 nahm Weller stets eine vermittelnde Positionen ein und warnte eindringlich vor Spaltungen unter den protestantischen Theologen.

## Familie
Jacob Weller war zweimal verheiratet. Die erste Ehe, geschlossen am 20. Oktober 1635 in Wittenberg mit Sibylla Grützmacher (auch: Gritzmacher; * 1. Juni 1591 in Dresden; † 25. Mai 1637 in Wittenberg), der Witwe des Wittenberger Organisten Christian Gräfenthal (* 1571 in Zwickau; † 3. Mai 1628), währte nur anderthalb Jahre und blieb kinderlos. Am 17. Juli 1638 heiratete er in zweiter Ehe Christina Dorothea (* 18. Dezember 1620 in Halle (Saale); † 6. Mai 1697 in Freiberg), Tochter des Paul Röber. Aus dieser Ehe sind fünf Töchter und zwei Söhne hervorgegangen:
- Dorothea Maria Weller (~ 11. Dezember 1639 in Wittenberg; † 5. Juni 1667 in Lübben), verh. 21. Mai 1656 in Dresden mit Kanzler der Niederlausitz Lic. jur. Andreas Jahn[6]
- Sophia Christina Weller (* um 1643; † 1. September 1695 in Freiberg) verh. I. 10. November 1657 in Dresden mit dem Theologen Sebastian Gottfried Starke verh. II. mit dem Bürgermeister Freiberg Jeremias Graupitz[7]
- Georg Paul Weller (* 15. Mai 1642 in Braunschweig; † 8. Oktober 1679 in Freiberg) besuchte das Gymnasium in Freiberg, studierte ab dem 12. Mai 1662 Theologie an der Universität Wittenberg und wurde dort am 16. Oktober 1665 Magister der Philosophie, wurde Oktober 1670 Diakon an St. Nicolai in Freiberg, verh. Anna Dorothea Breszler, die Tochter des Dr. jur. anhaltinisch, gräflich Barby Rats und Assessor des Landgerichts der Niederlausitz Christoff Breszler[8]
- Anna Elisabeth Weller (* 29. September 1644 in Braunschweig, † 22. Mai 1645 ebd.)
- Johann Jakob Weller,* Braunschweig, studierte ab dem 12. Mai 1662 Jura an der Universität Wittenberg, war Oberhüttenverwalter in Freiberg, verh. mit Sophia Elisabeth Stark
- Magdalena Sibylla Weller (* um 1645 in Braunschweig) verh. 17. November 1662 in Sophienkirche Dresden[9] mit dem Prof. der Rechte in Wittenberg Werner Theodor Martini
- Johanna Magdalena Weller (* um 1647 in Braunschweig) verh. 4. September 1666 in Dresden mit sächsischer Rat und Konsulent in Dresden Dr. jur. Rudolph Gast[10]

## Ehrungen
In Johanngeorgenstadt wurde eine zur Kirche führende Gasse nach ihm benannt.

## Werke (Auswahl)
Weller verfasste zahlreiche Leichenpredigten, unter anderem für Mitglieder des kurfürstlich sächsischen Familie, für Beamte und Bürger Dresdens, sowie Braunschweigs.
- Disp. publ., in qua imprimis Becani rationes, an Lutherani Dei verbum habeant, examinantur. Wittenberg, 1629 (Online)
- Nobiliorum Syro-Ebraicarum contra Jesuitas imprimis quaestionum. Wittenberg, 1630 (Online)
- Pudenda Pontificiorum Idololatria: Quam plurimis modis committunt, defendunt, excusant ac fatentur, Thesibus certis, ita ut prius Idololatria in genere consideretur, inclusa. Wittenberg, 1631 (Online)
- Disp. kataskeuastikē de maxime necessaria quaestione: an puncta hebraea literis coaeva? Wittenberg, 1631 (Online)
- Exas Triadon Sive Duo de vigintobilium Philologi-sophicarum Quaestiones. Wittenberg, 1632 (Online)
- Disputatio De Punctis Hebraeorum Tertia, Quae est anaskenasikon secunda. Wittenberg, 1632 (Online)
- ... Seu Spicilegium Quaestionum Hebraeo-Syrarum Alterum. Wittenberg, 1633 (Online)
- Disputatio Theologica De Angelis. Wittenberg 1638, Wittenberg 1734 (Resp. Johannes Böhm; Online)
- Sylloge Positionum Philologicarum. Wittenberg, 1638 (Resp. Gottfried Meisner, Online)
- Psalmi primi, Beatitudinem veram describentis, Expositio. Wittenberg 1640 (Online)
- Hexas Thesium Theologicarum textum originalem Veteris Testamenti concernentium. Wittenberg 1640 (Online)
- Psalmi primi, beatitudinem veram describentis, expositio. Wittenberg 1640 (Resp. Johannes Schindler, Online); Wittenberg 1659 (Online); Wittenberg 1683 (Online)
- Frommer Obrigkeit Schwere/ doch selige Ritterschafft und GnadenKrone/ auß 2. Tim. 4.: Bey Volckreicher Christlicher Leichbestattung Deß ... Herrn Christopff Leverich/ Der Stadt Braunschweig zum Hagen Wolverdienten Bürgermeisters: Welcher den 14. Novembris selig im Herrn entschlaffen/ und den ... 19. eiusdem ... in sein Ruhbettlein versetzet worden/ Erkläret und auff begehren in Druck gegeben. Braunschweig 1640 (Online)
- Geistliche Balsamirung. Des Edlen Königlichen Hertzens Hißkiae/ Das ist/ Kurtze Erklärung des schönen Macht-Spruches Hißkiae im 38. Cap. Esaiae v. 17.: Angestellet bey dem Adelichen Begräbniß Des ... Georg Vicedoms von Eckstedt/ Der beyden Hochlöblicher ChurHäuser Sachsen und Brandenburgk gewesenen respective Cammer Junckers und Haubtmans/ Sel. Welcher am 22. Martii dieses 1641. Jahrs/ allhier in Braunschweig ... verschieden/ und hierauff den 16. Aprilis/ in der Kirchen zu S. Martin/ Bey Volckreicher Versamblung/ zu seinem Ruhebettlein gebracht worden . Braunschweig, 1641 (Online)
- Israel hat dennoch Gott zum Trost. Das ist/ Wolgegründeter Beweiß/ wie der Autor, so unter dem Namen Massonii sich verdecket/ in seinem vermeintem Praeconio, so er Massonio Triumphanti unter zween andern erdichteten Namen vorgesendet/ nichts wenigers gethan/ als daß er ein eintzig Zeichen eines Siegs sich geben können. Braunschweig, 1641 (Online)
- Euphemia Eptaglottos Viro Plur. Reverendo, Magnifico ... Jacobo Wellero, S. S. Theologiae Doct. ... Sereniss. Elect. Saxon. a concionibus aulicis primariis, Confessionibus sacris & Consiliis Ecclesiasticis Patrono literarum & literatorum Magno, faustum Onomasteriorum regressum hilari fronte celebranti . Dresden 1643 (Online)
- Schöne Gedancken Gottes: Das ist: Kürtzliche Erklärung deß wunderschönen Spruchs von der Göttlichen Providentz auß dem 139. Psalm: angestellet Bey dem ansehlichen Begräbniß Des ... Heinrich Schmerheimbs/ ... Welcher den 7. Iunii dieses 1643 Jahrs/ selig verschieden/ und dem 16. eiusd. in sein Ruhbettlein eingesenckt worden. Braunschweig 1643 (Online)
- Christen schwerster Kampff-Schweiß/ Das ist: Kurtze Erklärung der Historien/ wie Jacob mit dem Sohn Gottes gerungen und überwunden: Angestellet Bey ... Leichbegängnis/ da in sein Ruhebettlein ... beygesetzet ward Der ... Curdt von Dam ... Rathsherr in Braunschweig. Welcher den 20. Octob. jetztlauffendes 1644. Jahrs selig entschieden/ und den 24. darauff ... bestetiget worden. Braunschweig, 1644 (Online)
- Chur-Sächß. Himmels-Pforte/ Das ist: Eine Christliche Tauff-Predigt ... Gehalten bey der Tauffe Des ... Johann Georgen des Dritten/ Hertzogen zu Sachsen ...: Dessen Fürstl. Gn. dem 20. Iunii am ersten Sontag nach Trinitatis ... jetzo lauffenten Jahres glücklich im Schloß zu Dreßden zur Welt gebohren/ und hernach am 22. Tag Iulii/ war der Tag Marien Magdalenen/ in der Schloß-Kirchen daselbst Christo Jesu ... durch die Heilige Tauffe einverleibet worden. Dresden 1647 (Online)
- Trauer- und Trost-Predigt/ Oder Seliges Sterb- und Trost-Küssen/ Auffgerichtet aus dem 49. Cap. des 1. Buchs Mosis/ Als Des Durchlauchtigsten und Hochgebohrnen Fürsten und Herrn/ Herrn Christian des Fünfften/ zu Dennemarck/ Norwegen/ der Gothen un[d] Wenden erwehlten Königlichen Printzens/ Hertzogen zu Schleswig/ Holstein ... Hochseligster Leichnamb: Nachdem er von dem 4. Junio an dieses Jahres in der Kirchen zu S. Sophien alhier für dem Altar beygesetzet ... jetzo aber aufgeladen/ zu Schiffe gebracht und zu seinem Königlichen Begräbnüs in Dennemarck solte geführet werden/ dem 30. Augusti/ Anno 1647. Dresden, 1647 (Online)
- Trauer- und Trostpredigt auf Christian V. Königl. Prinzen zu Denemark. Dresden, 1647 (Online)
- Wegweiser Der Gottheit Jesu Christi: Wie dieselbe klar offenbaret/ und daß man im Alten Testament bey Verlust der Seligkeit habe glauben müssen/ Christus sey Gott ; gezeiget Aus Gottes Wort/ den alten Kirchenlehrern/ und Luthero sel. ; Nebenst dem Anhang/ Wider D. Georgium Calixtum/ Darinnen sein unchristliches Beginnen ausgeführet und widerleget wird. Dresden, 1649 (Online)
- Vota devota Felicitati Diei Nominalis Viri ... Dni. Iacobi Welleri SS. Theol. Doctoris ... Saxoniae Electori a concionib. Aulicis primariis ... VIII. Cal. Augusti Anni MDCL. cum ... Devote dicata ... a Tribus Eiusdem Magnificentiae Cultoribus & Clientibus. Dresden 1650 (Online)
- Andachts-Freude/ über Gnädiger Erhörung/ gesunder Erlebung/ und ferner Glück- und Lebens Erlangung/ Da der ... Herr Johann Georg/ Hertzog zu Sachsen ... und Churfürst ... das 65. Jahr seines Alters überlebet ... und dafür offentlich am 6. Martii 1650. dancken. Dresden 1650 (Online)
- Freudige Glückwündschung An den Durchlauchtigsten ... Herrn Johann Georgen/ Hertzogen zu Sachsen ... Als die fröhliche Post zu Dreßden dem 14. Wein-Monaths-Tag Abends gegen fünff Uhr ankam/ Daß ... Die Durchlauchtige ... Frau Sophien Augusten/ ... Eines Jungen Herrleins dem 11. gedachten Monaths in Zerbst genesen. Dresden, 1650 (Online)
- Chur-Sächsischer Rauten-Stock Und Gottes Paradieß/ Das ist: Ein Christlicher Hochzeit-Sermon und Predigt/ Gehalten bey dem Fürstlichen Beylager/ Derer ... Fürsten ... Herrn Christiani/ Und Herrn Moritzen/ Gebrüdern/ Hertzogen zu Sachsen/ Jülich, Cleve und Berg ... Und derer auch ... Fürstinnen ... Fräulein Christianen/ und Fräulein Sophien Hedwig/ Geschwistern/ Hertzoginnen zu Schleßwig/ Holstein ... Den 19. und 20. Nov. des 1650. Jahres auff dem Churf. Schloß zu Dreßden. Dresden 1650 (Online)
- Der Christen Kinder Herrliche Freyheit: Aus dem 10. Cap. Marci/ Ausgeführet Bey dem Volckreichen/ Adelichen Begräbnis/ Des weyland Wohl-Edlen Jungfrigens Evae Catharinae von Hanau/ Sel. Des ... Augusti von Hanau/ Churfürstl. Durchl. zu Sachsen ... General-Wachtmeisters und Obristen zu Roß ... Töchterleins/ Da derselben ... Leib in sein Ruhe-Bettlein ... eingesencket ward/ in der Sophien-Kirchen zu Dreßden dem 16. Februarii/ Anno 1651. Dresden 1651 (Online)
- Pindarische Freuden-Ode/ Welche an dem ... Namens-Tag/ Des ... Herrn Johann Georgens Hertzogen zu Sachsen ... und Churfürstens ... zuerweckung hertzlicher Andacht ... auffgesetzet. Dresden 1651 (Online)
- Unruhige Klaff- und Klapper-Müle/ Das ist: Die Art eines bösen Gewissens/ und wie solches zuheilen: In Sieben unterschiedlichen Predigten/ nach Anleitung der Wort des 21. Vers. im Ersten Buch Mosis am 42. Capitel. In der Churfürstl. Sächß. Hoff-Capell zu Dreßden erklähret und in Druck gegeben. Dresden 1651 (Online)
- Esa. 46 v. 4. Gott will tragen biß ins Alter! Freuden-Dancksagung Auff Dem ... Geburths-Tag Des ... Herrn Johan[n] Georgen/ Hertzogen zu Sachsen ... und ChurFürsten ... Da Seine Chur-Fürstliche Durchlauchtigkeit In das ... Acht und Sechzigste Jahr ... getreten: Unterthänigst Am 6. Martii Anno 1652. Ubergeben. Dresden 1652 (Online)
- Abwischung der Unchristlichen Lästerung: Damit D. Georgius Calixtus P. P. zu Helmstett/ In seiner/ so genanter/ Wiederlegung und Verantwortung/ Die Ehre Jesu Christi/ beschmützet/ Nebenst einer Vorrede/ darinnen von Erhebung des Streits/ und wer Ursach des Zancks/ auch dreyfachen Registern. Dresden, 1652 (Online)
- ChurSächsisches Gold-Haus/ Das ist/ Der Christen Schwere Arbeit-Stuben/ Erfreulicher Probier-Ofen/ und Schatz-Kammer: Auffgebauet Aus dem Job. Cap. 1. v. 21. Bey Fürstlichem Leich-Begängnis/ Des ... Fürsten und Herrn/ Herrn Moritzens/ Hertzogens zu Sachsen/ Jülich/ Cleve und Berg ... Hertzgeliebten Söhnleins und Herrleins/ Herrleins Johann Philipp. Christmildester Gedächtnis Welches Dem 13. Aprilis dieses 1652. Jahres ... in sein Fürstliches Ruhe-Kämmerlein ... in der SophienKirchen zu Dresden beygesetzet ward. Dresden, 1652 (Online)
- Göttlicher Regierung Blose Schwerdter und schwartze Balcken/ Wie auch Der schöne Braut-Schmuck Christi Jesu/ Das ist/ Fürstliche Traurede und Einsegnungs-Predigt: Bey dem HochFürstlichen Beylager/ Des ... Herrns Friderich Wilhelms/ Hertzogens zu Sachsen ... Und der ... Frauen Magdalena Sibyllen/ Dazumal verwittibter Königlicher Princessin zu Dennemarck ... Geborner aus dem Chur-Fürstlichen Stam zu Sachsen ... Gehalten in Dreßden ... dem 11. und 12. Octobr. Anno 1652. Dresden 1652 (Online)
- Zachaei Erfreuliche Seelen-Jagt/ Das ist/ Kurtze Erklärung der Historien des bußfertigen Zölners Zachaei/ In Fünff Predigten/ aus dem 19. Capitel Lucae: Angestellet Anno 1649. bey der damaliger gehaltener Churfürstl. Sächs. Hirschfeiste in der Schloß-Kirchen zu Freyberg/ und auff begehren in Druck gegeben. Dresden 1651 (Online)
- Göttliche Feuer-Mauer/ Das ist/ Gott ergebener Seelen herrliche und mächtige Beschützung aus dem 31. Psalm Meine Zeit stehet in deinen Händen: Auffgerichtet Da der ... Sophien Hedwig/ Hertzogin zu Sachsen ... Christmildester Gedächtnis Fürstlicher Leichnam In das Fürstliche Ruhebettlein in der Sophien-Kirchen zu Dreßden ... beygesetzet ward/ Dem 27. Decembr. Anno 1652.  Dresden, 1653 (Online)
- Musa Votiva in Onomasteriorum felicem regressum Viri ... Dni. Jacobi Welleri, SS. Theologiae Doctoris ... Consecrata Ab Admiratoribus devotis; Ipso Festo Jacobi, puta d. 8. Calend. Augusti, Anno Epoches Dionysianae 1.6.5.3. Leipzig 1653 (Online)
- Frommer Lehrer Dreyfache Ehren-Krone: Aus den letztern Worten im Propheten Daniel Cap. 12. v. 12. Da Der ... Herr M. Daniel Reichard/ in die 30. Jahr ... Superintendens zu Pirna/ und ... in die 51. Jahr ... Pfarrer ... Zu seinem Ruhebettlein ... getragen ... wurde/... . Dresden, 1653 (Online)
- Denck-Altar/ Darauff Das Lob- und Beth-Opffer in Andacht/ Auff Den ... Geburths-Tag/ Des ... Herrn Johann Georg/ Hertzog zu Sachsen ... und Churfürst ... In das Neun und Sechzigste Jahr ... getreten Am 6. Martii/ Anno 1653. ... angezündet. Dresden 1653 (Online)
- Chur-Sächsischer Palm- und Ceder-Baum/ An den Hocherfreulichen Nahmens-Tage/ ds ... Herrn Johann Georgen/ Hertzogen zu Sachsen ... und Churfürsten ... Aus dem reicherbauten Garten Göttlicher Schrifft/ Nahmentlich Des 92. Psalms ... Am 24. Iunii des 1653. Jahrs ... ausgeführet. Dresden 1653 (Online)
- Fürstliches Sächsisches Kühl- und Heil-Pflaster/ Auff alle verwundete Vater- und Mutter-Hertzen/ ... Angestellet Bey dem Fürstlichen Leich-Begängnis/ Als ... Moritzen/ Hertzogen zu Sachsen ... Junges Herrlein ... In sein Fürstliches Ruhe-Kämmerlein/ in der Sophien Kirchen zu Dreßden/ dem 24. May eingesencket ward. Dresden, 1653 (Online)
- Fürstliches Sächsisches Kühl- und Heil-Pflaster, Auff alle verwundete Vater- und Mutter-Hertzen, Das ist: Christliche Erklärung Der Wort Jesu Marc. 10. v. 13. 14. Angestellet Bey dem Fürstlichen Leich-Begängnis, Als Des ... Herrn Moritzen, Hertzogen zu Sachsen ... Junges Herrlein, Herrlein Moritz, In sein Fürstliches Ruhe-Kämmerlein, in der Sophien Kirchen zu Dreßden, dem 24. May eingesencket ward. Dresden, 1653 (Online)
- Christliche Gedancken Auff dem ... Geburths-Tag Des ... Herrn Johann Georgen/ Hertzogens zu Sachsen ... Da Seine ChurPrintzl. Durchl. ... Das Ein und Viertzigste Jahr zurück geleget/ Und dem 31. Maii ... das Zwey und Viertzigste ... angetreten. Dresden 1654 (Online)
- Andachts Fackel Aus unterthänigster Treu/ Als Das Erste Stuffen-Jahr ... Johann Georg der III. Hertzog zu Sachsen ... nach ausgestandener Kranckheit ... zu rück geleget/ Angezündet an dero ... Geburths-Tag/ So da war der 20. Iunii Anno 1647. Dresden, 1654 (Online)
- Grammatica Graeca Nova. Leipzig, 1650 (Online und online – Internet Archive Ausgabe Amsterdam 1715)
- Annotationes in Epistolam S. Pauli Ad Romanos: In quibus I. versiones conferuntur, II. vocum, si quae est, emphasis exponitur, textusq[ue] perspicue declaratur, & praeprimis III. monstratur vel usus contra adversario, vel eorum abusus profligatur. Braunschweig, 1654 (Online)
- Einer Stadt und Landes höchstes Kleinod/ Auß dem 26. Cap. der Apostelgeschicht v. 18.: außgeführet/ Als auff Churf. Durchl. zu Sachsen/ etc. gnädigsten Befehl Der ... Herr Paulus Höpner/ der H. Schrifft berühmder Licentiat/ Zum Pfarrer und Superintendenten der Kirchen und deß Ministerii zu Leißnigk/ auch der Benachbarten investiret ward. Dresden 1655 (Online)
- Chur-Sächs. Ehren: Trost: und Freuden-Panir/ Das ist/ Kurtze Erklärung deß 7. und 8. Vers. im 67. Psalm: Auff den hocherfreulichen Geburtstag Deß ... Herrn Johan[n] Georgen/ Hertzogen zu Sachsen ...: Als Seine Churfürstl. Durchl. in das 71. Jahr ihres Alters ... getreten/ und deßwegen auf dem 6. Martii ihr öffentliches Danck: und Bet-Opffer Gott in deroselben Schloßkirchen abgelegt. Dresden 1655 (Online)
- Chur-Sächsische lebendige Ehren-Quelle. Welche die Hochgelobte Dreyfaltigkeit auf Dem Durchlauchtigsten ... Herrn Johann Georgen/ Hertzogen zu Sachsen ... Zur Besuchung/ Erlösung und Auffrichtung deß Horns deß Heils ... fliessen lassen. An Seiner Churfürstl. Durchl. Wie auch Deroselben geliebten Sohns ... Hertzog Johann Georgen des Andern/ Und .. Hertzog Johann Georgen/ des Dritten/ Als geliebten Chur-Printzl. Herrn Sohns und Enckels abermahligen Namens-Tags/ den 24. Iunii. 1655 unterthänigst eröffnet. Dresden 1655 (Online)
- Fräulein Erdmuth-Sophien/ Hertzogin zu Sachsen/ Jülich/ Cleve und Berg/ [et]c. Christliches Hertz-Schreinlein/ Das ist/ Kurtze Anweisung zu Erkäntniß der Artickel des Christlichen Glaubens auß Gottes Wort. Dresden, 1655 (Online)
- Brennender Pusch/ Das ist/ Zwo Jubel- und Danck-Predigten/ auff den/ von Churfürstl. Durchl. zu Sachsen ... wegen deß vor hundert Jahren auffgerichteten Religions-Frieden in Teutschland/ geordneten Jubel-Fest: In beyseyn Seiner Churfürstlichen Durchlaucht. und bey sich damahls habendem Churfürstl. Hause/ Hoffstat/ auch vielen Volcks/ gehalten/ Den 24. und 25. Tag Septembris dieses 1655. Jahrs in der Churfürstl. Schloßkirchen zu Freyberg. Dresden 1655 (Online)
- Miltitzisches Bet-Hauß/ Das ist: Christliche Einweyhungs-Predig/ aus dem 1. Hagg. v. 14.: Dem 29. May dieses 1656. Jahrs/ In der neuerbauten Schloß-Kirchen/ auff dem Adelichen Hause Scharffenberg gehalten/ und in Druck verfertiget. Dresden 1656 (Online)
- Meinen Jesum laß ich nicht/ Das ist/ Erklärung Des 7. Vers Mich. am 7. angestellet/ Als des ... Fürsten und Herrn ... Johan[n] Georgens/ Hertzogens zu Sachsen/ Jülich/ Cleve und Berg/ des Heiligen Römischen Reichs Ertzmarschallens und Churfürstens ... Leib ... In deroselben Schloß-Kirchen zu Dreßden ... offentlich gesetzet ward/ Geschehen dem 16. Octobris Anno 1656. Dresden 1656 (Online)
- Trost- und Heil-Brunnen/ in traurigen Fällen des Todtes/ Das ist/ Erklärung des Trost-Spruchs/ Der Todt seiner Heiligen ist werth für dem Herrn/ Aus dem 116. Ps. v. 13.: Angestellet/ Bey Des ... Herrn Dam von Trotta/ Genand Treyden/ auff Bernklau/ Churfürstl. Durchl. zu Sachsen/ wolverdienten Kammer-Junckers/ sel. Welcher durch ein plötzliches Ungewitter dem 11. Augusti aus diesem Jammerthal weggerissen worden/ Adelicher und Volckreicher Einsenckung in sein Ruhebettlein/ In der Kirchen zu S. Sophien alhier in Dreßden/ dem 14. Septembr. Anno 1656. Dresden, 1656 (Online)
- Sacrum Restitutionis Beneficium = ˜Dieœ heilsame Wolthat der Wiedereinsetzung, Das ist, Christliche Erklärung des 10. Vers Esa am 35. Capitel ausgeführet, Bey ... Des ... Herrn Jacobi Schmiden Der Rechten wolberühmten Alten Doctoris und fürnehmen Practici, In Volckreicher Gemein in der Frauen Kirchen zu Dreßden den 27. Julii Anno 1656. angestellter Leich-Begängnis. Dresden 1656 (Online)
- Chur-Sächsische Ehren-Trauer-Crone/ Das ist Drey Christliche Klag- und Trost-Predigten: Meinen Jesum laß ich nicht: Glaubens hoher Cederbaum/ und Göldner Grund/ so alle schwere schwartze Noth- und Todt-Balcken erträgt/ aus dem 7. Cap. Mich. v.7. Gen. 32. v. 26. Rom. 14. 8. Uber den ... Hochbetrübten Abschied/ des ... Herrn Johann Georgen des Ersten/ Hertzogen zu Sachsen/ Jülich Cleve und Berg/ des Heil. Röm. Reichs Ertz-Marschalln/ und Chur-Fürsten ... . Dresden, 1657 (Online)
- Gottes Wagen dadurch der Heilige Geist einziehet zu seiner Ruhe/ Das ist: Christliche Investitur-Predigt ... Gehalten/ Als auff gnädigsten Befehl ... Hertzogs Johann Georgen des Andern ... Der ... Hochgelahrte Herr Christophorus Bulaeus ... Zum Pfarr- und Superintendenten-Ambt zu Dreßden offentlich in der Creutz-Kirchen ... dem 21. Octobr. Anno 1657. eingewiesen worden. Dresden 1657 (Online)
- Chur-Sächsische Ehren-Trauer-Crone Das ist Drey Christliche Klag- und Trost-Predigten/ Meinen Jesum laß ich nicht: Glaubens hoher Ceder-Baum/ und Göldener Grund/ So alle schwartze Noth- und Tod-Balcken erträgt: ... über den ... Hochbetrübten Abschied/ des ... Herrn Johann Georgen Des Ersten/ Hertzogen zu Sachsen ... und Chur-Fürsten ...  . Dresden 1657 (Online)
- Carmen Epibatorium Quo ... Dn. D. Jacobum Wellerum a Molsdorff in Carresdorf Patronum ... suum magnum Francofurto ab actuum Imperialium celebratione reducem salvum & incolumem ex devoto adfecta ... prosequitur ac venecatur Joh. Theill ... . Dresden 1658 (Online)
- Hanauisches Gott angenehmes Kirchenwerck/ Das ist Kürtzliche Erklärung des 6.7.8.9.10. Verß/ des 4. Cap. Zachariae, Angestellet/ Als von ... Johann Georg dem Andern ... Der Erste Stein an einer Evangelischen Kirchen in Hanau dem 25. May geleget ward ... Frankfurt/Main, 1658 (Online)
- Reditus Post Electionem & Coronationem novi Imperatoris Romani Moeno-Francofurti institutam & peractam ... Jacob Welleri, a Molßdorff/ Haereditarii in Karßdorff/ SS. Theol. Doctoris in toto Urbe Christiano famigertatissimi, Serenissimi Electori Saxoniae a Concionibus Aulicis Primariis, Confessionibus sacris & Consiliis Ecclesiasticis ... Quem ... aggratulabatur ... Theodorus Cramerus, Tzschopensis, Pastor in Langenhessen & Königswalda/ Ephoriam Cygneam agnoscens. Anno M.DC.LVIII.  Zwickau 1658 (Online)
- Frommer Christen Creutz- Angst- und Errettungs-Hauß/ Das ist: Kürtzliche Erklärung des 19. Vers im 94. Ps.: Angestellet Bey dem ... Leichen-Begängnüs/ Theodori Severini Möstels/ Des ... Herrn Theodori Möstels/ sel. ... Hinterlassenen sel. kleinen Söhnleins/ So dem 1. Januar. sel. verblichen und dem 9. eiusdem dieses 1659. Jahrs in sein Ruhebetlein eingesencket ward. Dresden 1659 (Online)
- Chur-Sächsischer Macht- und Ehren-Schild/ Das ist: Drey Christliche Leich-Predigten/ Von Der unüberwündlichen Sachsen-Burg: Dem Ambt/ der in der Sachsenburg Inwohner; Und Derer schönen Gestalt und lieblicher Stimme ...: Uber den aus dieser sehr betrübten Welt Hochseligsten Abtritt Der ... Fürstin und Frauen/ Frauen Magdalenen Sibyllen/ Hertzogin zu Sachsen ... Chur-Fürstin/ geborne Marggräfin zu Brandenburg ... In der ... Schloß-Kirchen zu Dreßden am 20. Febr. in der Creutz-Kirchen daselbst dem 10. Aprill/ und zu Freyberg in der Dom-Kirchen den 12. eiusdem Anno 1659. auffgerichtet. Dresden 1659 (Online); Dresden 1665 (Online)
- Fasciculus Viventium Brunsvicensis. Dresden, 1659 (Online)
- Unüberwindliche Sachsen-Burg, Das ist: Erklärung deß Evangelii Von der Versuchung Christi, Matth. 4. Als Der ... Frauen Magdalenen-Sibyllen, Hertzogin zu Sachsen ... Abgeseelter Leib ... in die Chur-Fürstl. Schloß-Kirchen zu Dreßden ... den 20. Febr. Anno 1659. versetzt ward. Dresden 1659 (Online)
- Frommer Zuhörer Stoß-Gebetlein für ihre Seelsorger/ Das ist/ Christliche Predigt aus dem 132. Ps. v. 9. gehalten in Leipzig zu S. Niclas/ Als ... Johannes Hülsemann/ der Heiligen Schrifft weitberühmter D. und Professor Theologiae Publ. Primarius, des Chur- und Fürstl. Sächs. Consistorii Adsessor, Domprobst zu Zeitz/ Domherr zu Meissen und Naumburg/ etc. Zum Pfarrer und Superintendenten-Ampt daselbst den 20. Septembr. Anno 1660. öffentlich eingewiesen ward. Dresden 1660 (Online)
- Gottes Fürstliche Sächsische Ehren- und Freuden-Krone/ Das ist: Christlicher Leich-Sermon ... gehalten/ Bey der Hoch-Fürstlichen Leichen-Begängniß Der ... Fürstin und Fräulein/ Fräulein Eleonorae Magdalenae/ Hertzogin zu Sachsen/ Jülich/ Cleve und Berg ...: Welche Von hohen Fürstlichen Eltern gezeuget/ das Tageliecht dieser Welt ... am 30. Octobr. Anno 1658. ... erblicket/ und diese Welt hinwieder in Dreßden gesegnet/ dem 26. Febr. ... und Fürstlichem Gebrauch nach beygesetzet worden ... in der Sophien-Kirchen zu Dreßden/ Dem 2. April. Anno 1661. Dresden, 1661 (Online)
- Christliche Trau- und Einsegnungs-Rede: gehalten Bey dem HochFürstlichem Beylager/ Des ... Herrn Christian Ernsten/ Marggrafens zu Brandenburg ... Und ... Fräulein Erdmuth Sophien/ Geborner aus Churfürstlichem Stam zu Sachsen ... zu Dreßden dem 19. und 20. Octob. Anno 1662. Dresden 1662 (Online)
- Nord- und Sudwind/ Soda wehen durch den Garten Gottes/ daß seine Früchte trieffen/ Das ist: Kürtzliche Erklärung Des Dritten Psalms/ in 6. Predigten: Gehalten In der Chur-Fürstlichen Sächsischen Hof-Capell in Dreßeen/ Und Auff Begehren in Druck nebenst einem nützlichen Register gegeben. Dresden 1671 (Online)
- Spicilegium quaestionum Ebraeo-Syrarum, tribus disputationibus publ. luci restitutum a J. W. Hilligero. Wittenberg 1673 (Online)
- Commentarius in Esaiae Cap. 53. 2. Aufl. Wittenberg 1704 (Online)